# Hidrólisis de ATP

Estructura de ATP

Estructura de ADP

Cuatro posibles estructuras de resonancia para ortofosfato

La hidrólisis de ATP es el proceso de reacción catabólica por el cual la energía química que se ha almacenado en los enlaces de fosfato de alta energía en el trifosfato de adenosina (ATP) se libera al dividir estos enlaces, por ejemplo en los músculos, al producir trabajo en forma de energía mecánica. El producto es adenosina difosfato (ADP) y un fosfato inorgánico, ortofosfato (Pi). El ADP puede hidrolizarse aún más para dar energía, monofosfato de adenosina (AMP) y otro ortofosfato (Pi). La hidrólisis de ATP es el vínculo final entre la energía derivada de los alimentos o la luz solar y el trabajo útil, como la contracción muscular, el establecimiento de gradientes electroquímicos a través de las membranas y los procesos biosintéticos necesarios para mantener la vida. 
Los enlaces PO son bastante fuertes (~30 kJ/mol más fuertes que los enlaces CN) y no son particularmente fáciles de romper. Como se indica a continuación, la hidrólisis de ATP libera energía. Sin embargo, cuando los enlaces PO se rompen, se requiere la entrada de energía. Es la formación de nuevos enlaces y fosfato inorgánico de baja energía con una liberación de una mayor cantidad de energía que reduce la energía total del sistema y lo hace más estable.
La hidrólisis de los grupos fosfato en el ATP es especialmente exergónica, porque el ion molecular del ortofosfato resultante se estabiliza en gran medida mediante múltiples estructuras de resonancia, lo que hace que los productos (ADP y Pi) tengan menos energía que el reactivo (ATP). La alta densidad de carga negativa asociada con las tres unidades de fosfato adyacentes de ATP también desestabiliza la molécula, haciéndola más alta en energía. La hidrólisis alivia algunas de estas repulsiones electrostáticas, liberando energía útil en el proceso al causar cambios conformacionales en la estructura de la enzima. 
En los humanos, aproximadamente el 60 por ciento de la energía liberada por la hidrólisis del ATP produce calor metabólico en lugar de alimentar las reacciones reales que tienen lugar. Debido a las propiedades ácido-base de ATP, ADP y fosfato inorgánico, la hidrólisis de ATP tiene el efecto de disminuir el pH del medio de reacción. Bajo ciertas condiciones, los altos niveles de hidrólisis de ATP pueden contribuir a la acidosis láctica. 

## Producción energética
La hidrólisis del enlace fosfoanhidridico terminal es un proceso altamente exergónico. La cantidad de energía liberada depende de las condiciones en una célula particular. Específicamente, la energía liberada depende de las concentraciones de ATP, ADP y Pi. A medida que las concentraciones de estas moléculas se desvíen de los valores en equilibrio, el valor del cambio de energía libre de Gibbs (ΔG) será cada vez más grande. En condiciones estándar (las concentraciones de ATP, ADP y Pi son iguales a 1 M, la concentración de agua es igual a 55 M) el valor de Δ G está entre -28 a -34 kJ/mol.
El rango del valor ΔG existe porque esta reacción depende de la concentración de cationes Mg 2+, que estabilizan la molécula de ATP. El entorno celular también contribuye a las diferencias en el valor de ΔG ya que la hidrólisis de ATP depende no solo de la célula estudiada, sino también del tejido circundante e incluso del compartimento dentro de la célula. Por tanto, es de esperar variabilidad en los valores ΔG.
La relación entre el cambio de energía libre estándar de Gibbs ΔrGo y el equilibrio químico es reveladora. Esta relación está definida por la ecuación ΔrGo = -RT ln(K), donde K es la constante de equilibrio, que es igual al cociente de reacción Q en equilibrio. El valor estándar de ΔG para esta reacción es, como se mencionó, entre -28 y -34 kJ/mol; sin embargo, las concentraciones determinadas experimentalmente de las moléculas involucradas revelan que la reacción no está en equilibrio. Dado este hecho, una comparación entre la constante de equilibrio, K, y el cociente de reacción, Q, proporciona información. K toma en consideración las reacciones que tienen lugar en condiciones estándar, pero en el entorno celular las concentraciones de las moléculas involucradas (a saber, ATP, ADP y Pi) están lejos del estándar 1 M. De hecho, las concentraciones se miden más apropiadamente en mM, que es menor que M en tres órdenes de magnitud. Usando estas concentraciones no estándar, el valor calculado de Q es mucho menor que uno. Al relacionar Q con Δ G usando la ecuación ΔG = ΔrGo + RT ln (Q), donde ΔrGo es el cambio estándar en la energía libre de Gibbs para la hidrólisis de ATP, se encuentra que la magnitud de ΔG es mucho mayor que el valor estándar. Las condiciones no estándar de la célula en realidad resultan en una reacción más favorable.
En un estudio particular, para determinar ΔG in vivo en humanos, se midió la concentración de ATP, ADP y Pi usando resonancia magnética nuclear. En las células musculares humanas en reposo, se encontró que la concentración de ATP era de alrededor de 4 mM y la concentración de ADP era de alrededor de 9 μM. Al ingresar estos valores en las ecuaciones anteriores se obtiene Δ G = -64 kJ/mol. Después de la isquemia, cuando el músculo se está recuperando del ejercicio, la concentración de ATP es tan baja como 1 mM y la concentración de ADP es de alrededor de 7 μmol/l. Por lo tanto, el Δ G absoluto sería tan alto como -69 kJ/mol.
Al comparar el valor estándar de ΔG y el valor experimental de ΔG, se puede ver que la energía liberada por la hidrólisis de ATP, medida en humanos, es casi el doble de la energía producida en condiciones estándar.